# وست مونت (إلينوي)
وست مونت (بالإنجليزية: Westmont)‏ هي بلدة تقع في الولايات المتحدة في مقاطعة دوبيج. يقدر عدد سكانها بـ 25,021 نسمة .

## أعلام
- بيير بيرس
- روبي روسو